# Biserica de lemn din Hăpria

Biserica de lemn din Hăpria în pragul demolării, foto: 2006.

Tâmpla iconostasului cu friza apostolilor şi icoanele molenii, pictate în a doua jumătate a secolului 18 și semnate de Nicolae zugravul, foto: 2006.

Biserica de lemn din Hăpria, județul Alba nu mai există. Aflată într-un stadiu avansat de degradare ea a fost demolată în anul 2006, iar patrimoniul mobil a fost dus la Muzeul de Istorie din Alba Iulia. Biserica a fost ridicată în secolul 18 și avea absida altarului de zid, datată din 1852. Ea purta hramul „Sfânta Treime”. Lăcașul nu se afla pe noua listă a monumentelor istorice cu toată valoarea lui documentară și artistică notabilă în aria Transilvaniei centrale.

## Istoric și trăsături
Aspectul bisericii înainte de demolare reprezenta rezultatul unor lucrări de refacere, ce au avul loc la mijlocul secolului al XIX-lea. Nava, din lemn, cu pereții scunzi (1,70m) și boltă semicilindrică, era lăcașul de cult conscris de Bucow și care, în 1764, primește o Evanghelie bucureșteană, tipărită în 1742. Absida de piatră a bisericii a fost adăugată în 1852. 
Friza Apostolilor, moleniile și crucea Răstignirii de la tâmpla bisericii, databile la sfârșitul secolului al XVIII-lea, au fost opera lui Nicolae Zugrav, care și-a lăsat însemnele de mare meșter.